# Kanaal van Corbulo

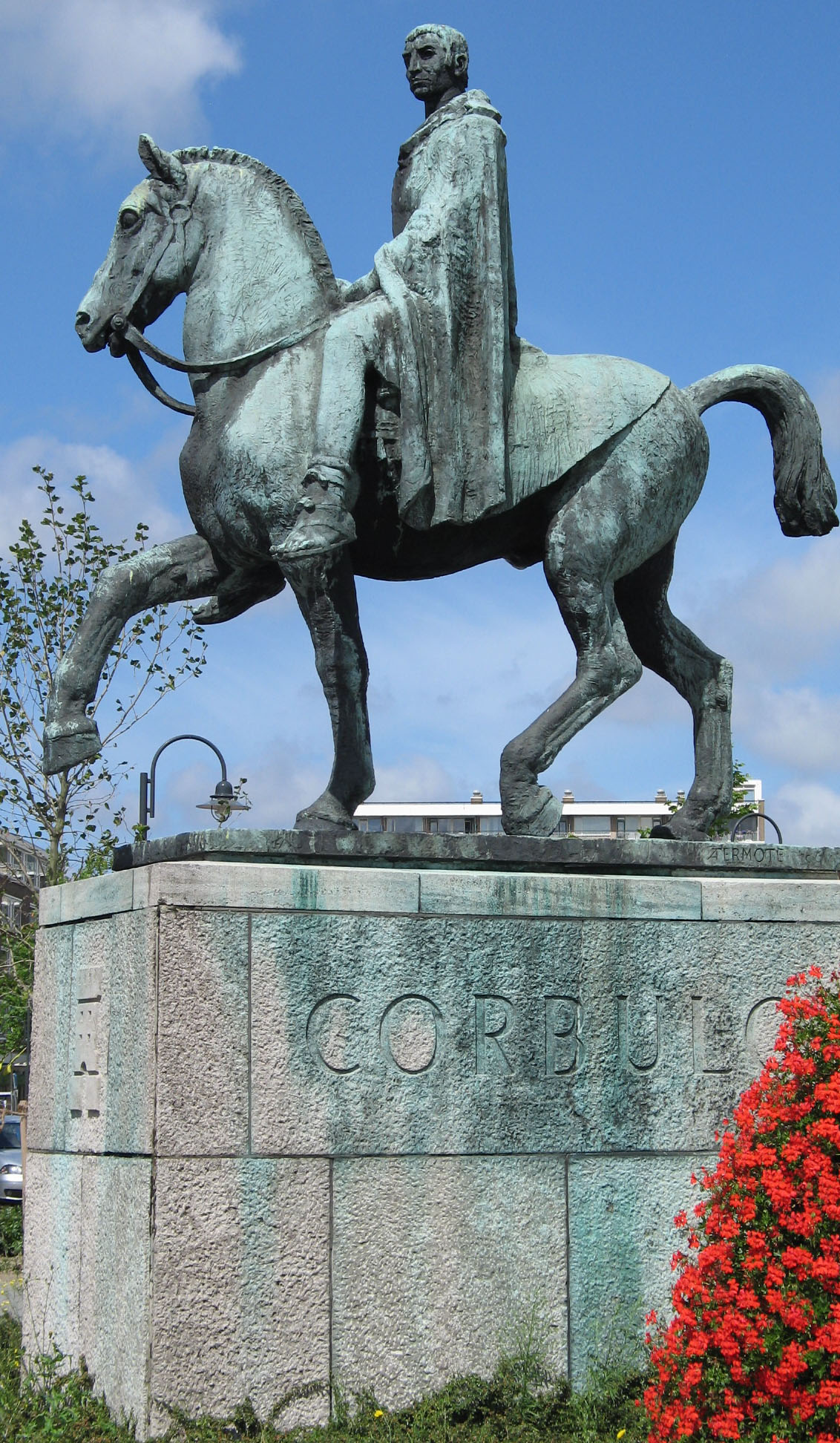
Standbeeld van Domitius Corbulo in Voorburg

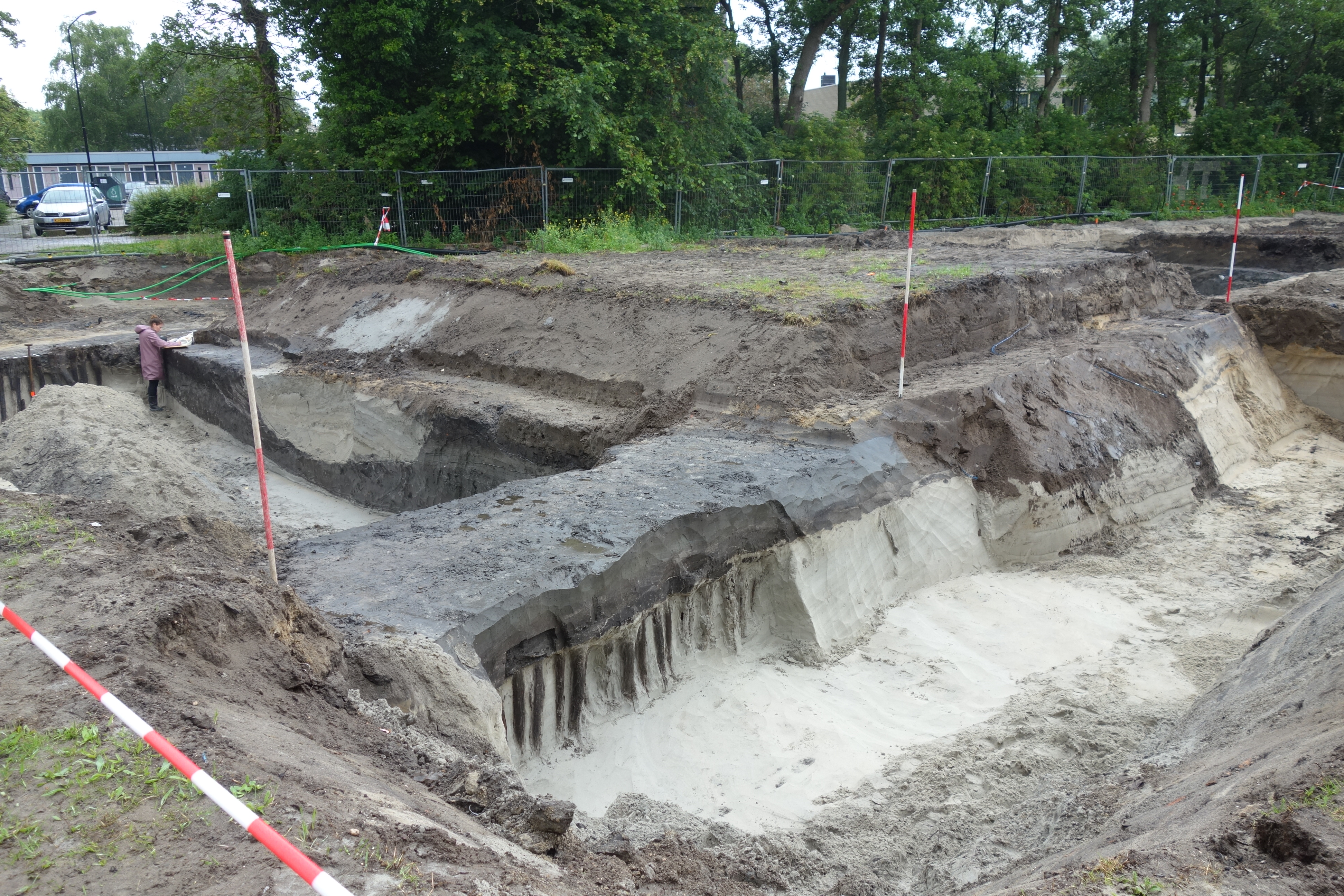
Beschoeiing van het kanaal van Corbulo in Leidschendam, 30 juni 2021

Het Kanaal van Corbulo (Latijn: Fossa Corbulonis, ook wel genoemd Gracht van Corbulo of Corbulogracht) is een omstreeks 50 n.Chr. gegraven Romeins kanaal in Zuid-Holland dat de mondingen van de Maas en de Rijn in de Hollandse delta met elkaar verbond. Delen van het kanaal bleven in gebruik tot ongeveer het jaar 270. Naast het kanaal werd een militaire weg aangelegd, beide maakten deel uit van de Neder-Germaanse limes.

## Tacitus
De Romeinse historicus Tacitus schrijft het volgende over de Gracht van Corbulo (Annales XI,20):
Ut tamen miles otium exueret, inter Mosam Rhenumque trium et viginti milium spatio fossam perduxit, qua incerta Oceani vitarentur.
Om zijn soldaten bezig te houden, groef hij [Corbulo] een kanaal van 23 mijl tussen de Maas en de Rijn, om zo de gevaren van de oceaan te vermijden.

## Geschiedenis
Ondanks een succesvolle expeditie in het jaar 47 tegen de Frisii ten noorden van de monding van de Rijn, die onder leiding stond van de Romeinse generaal Gnaius Domitius Corbulo, de naamgever van het kanaal, besloot de Romeinse keizer Claudius I dat de Rijn de grens (Limes) van het Romeinse Rijk zou worden. Het leger trok zich daarop terug achter de Rijn. Om een snelle en veilige aanvoer van troepen, materieel en bevoorrading van de Maas naar de Rijn mogelijk te maken, en om zijn manschappen bezig te houden, heeft Corbulo vervolgens het 23 Romeinse mijlen (circa 34 km) lange verbindingskanaal laten graven. De legionairs maakten mogelijk deel uit van de legioenen Legio V Alaudae en Legio XV Primigenia. Waarschijnlijk hebben de soldaten slechts enkele kilometers hoeven te graven, omdat ze bestaande waterlopen met elkaar verbonden, namelijk in het zuiden de Gantel, die uitmondde in het Helinium, de monding van de Maas, en in het noorden de Vliet, die uitmondde in de Rijn. Waar de Vliet, bij de huidige Lammebrug naar het noordwesten afboog, liep het Kanaal van Corbulo rechtdoor, langs het tegenwoordige Rijn-Schiekanaal om bij het castellum Matilo, aan de Limes, in de Rijn uit te komen. 
De exacte loop van het kanaal is niet over de volle lengte bekend, maar op verschillende plaatsen is het kanaal archeologisch aangetoond, onder meer door teruggevonden beschoeiingen. Het is aannemelijk dat het kanaal een Romeinse legerplaats bij Naaldwijk verbond met Matilo (in de nu bebouwde Room- of Meerburgerpolder bij Leiden). Via het kanaal kon ook het fort dicht bij de kust bij de Vicus van Ockenburgh bereikt worden. Het kanaal diende oorspronkelijk om schepen van de Romeinse militaire vloot Classis Germanica tussen de Maas en de Rijn te kunnen verplaatsen, zonder de gevaarlijke Noordzee te hoeven trotseren. De schepen die in die periode in deze streek werden gebruikt, waren voornamelijk kleine platbodems, zoals teruggevonden in Zwammerdam, Woerden en De Meern, die niet zeewaardig waren.

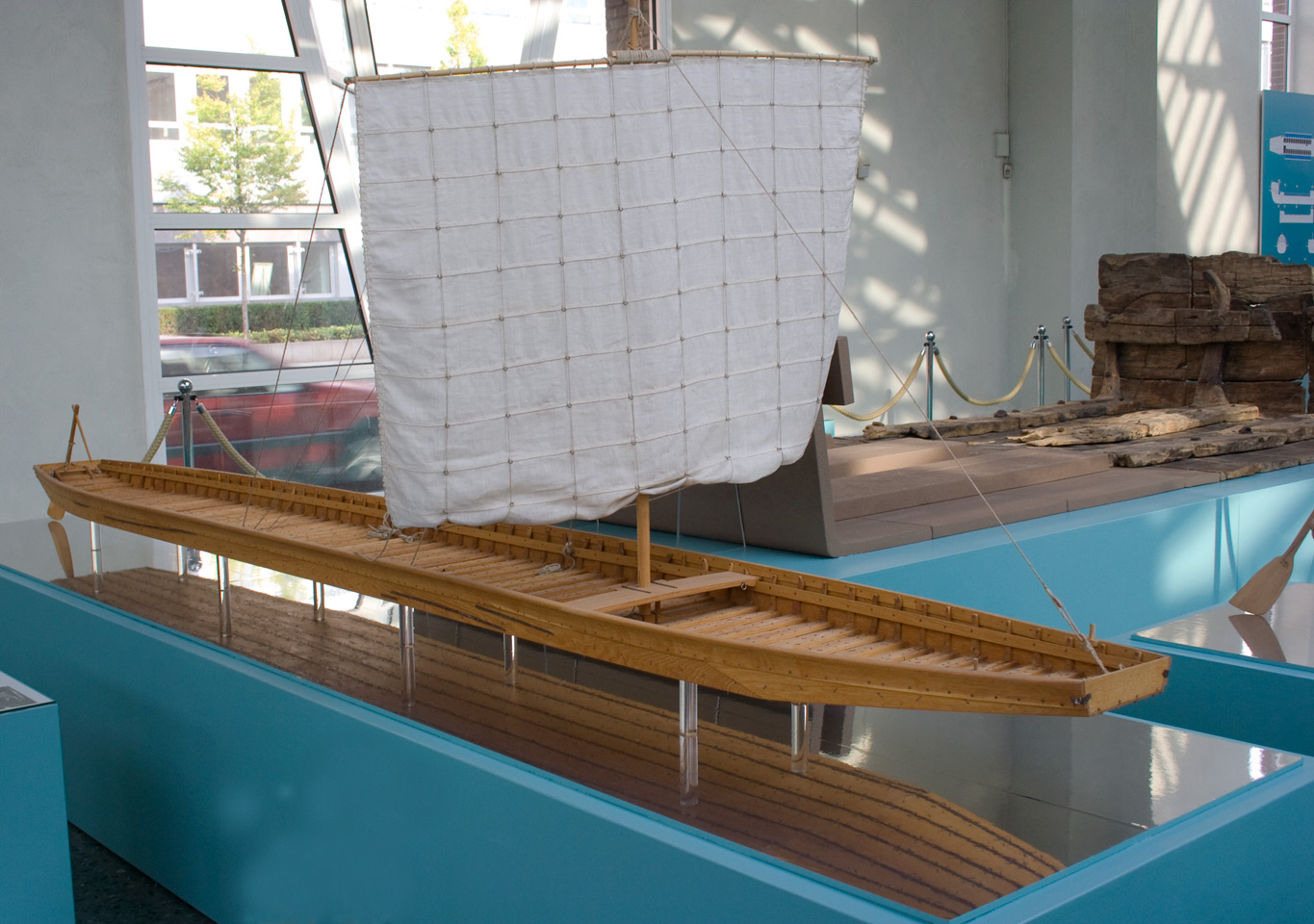
Romeinse platbodem uit de 1e eeuw (gevonden in Mainz)

De doorgraving leidde al snel tot problemen op de waterscheiding van de Maas en de Rijn bij Leidschendam. Hier is in het jaar 49 een dam met overtoom gemaakt. Er zijn dendrochronologische aanwijzingen uit Matilo dat het kanaal naar aanleiding van het bezoek van keizer Hadrianus aan de regio in het jaar 121 werd gerenoveerd. De verlanding van de Gantelkreek in de eerste eeuwen na Chr. maakte een nieuwe, kortere doorsteek naar Naaldwijk noodzakelijk.

### Romeinse weg
Parallel aan het kanaal werd een Romeinse weg met mijlpalen aangelegd. De oudste gevonden mijlpaal, uit het jaar 151, is gevonden in het Wateringse veld. De Corbulogracht werd in de tweede eeuw vooral gebruikt voor de aanvoer van goederen van de Maas naar de Romeinse stad Forum Hadriani (Voorburg), die ook een insteekhaven had. In dezelfde periode raakte het traject Forum Hadriani-Matilo in onbruik en verlandde.
In de derde eeuw werd de Romeinse weg langs het kanaal nog ten minste drie keer gerenoveerd (in 213, 240 en 250), maar met de ontvolking van de streek rond 270, na de val van het Gallische keizerrijk, raakte het kanaal helemaal in onbruik. Sinds 1912 zijn op veel plaatsen in Zuid-Holland stukken van het tracé blootgelegd. De route loopt deels parallel aan de huidige Vliet.

## Tracé

### Historische opvattingen

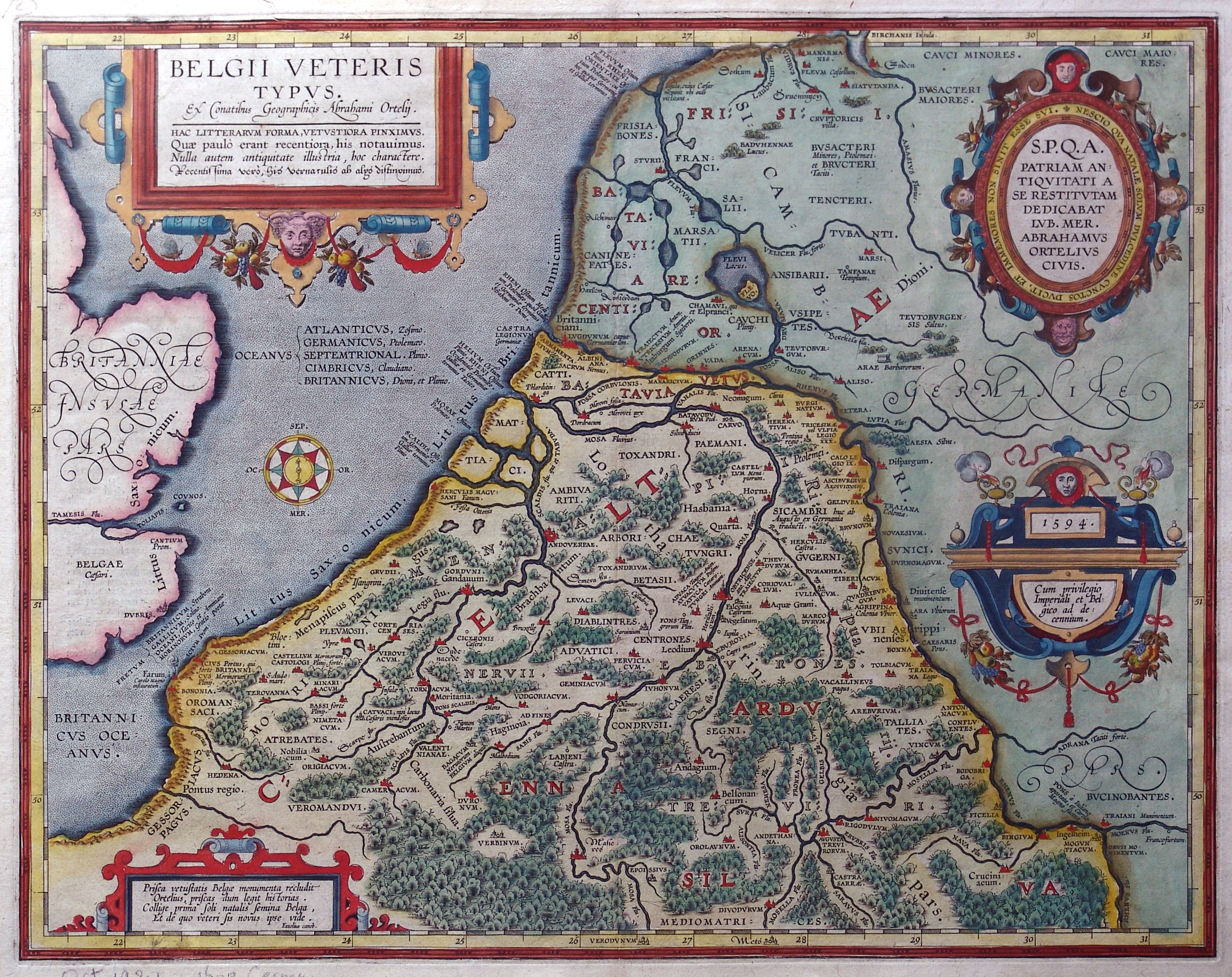
Kaart van Ortelius uit 1584 (herdruk 1594) met de Lek als het kanaal van Corbulo

In de renaissance herontdekte men het werk van Tacitus en werd er volop gespeculeerd waar het kanaal kon liggen. De oudste kaart waar het kanaal van Corbulo staat ingetekend, is van Ortelius uit 1584. Ortelius laat het kanaal samenvallen met de rivier de Lek. Aernout van Buchel schrijft aan het begin van de zeventiende eeuw in zijn opsomming van oude inscripties in de buurt van Leiden dat het Huis te Keubel (Coebel, nabij ter Wadding) de vesting van Corbulo was nam secundum opinionem quorundam, de oude Vliet, pars fuit fossae Corbulonis ("want volgens sommigen was de oude Vliet een onderdeel van de gracht van Corbulo"). Ludolph Smids beschrijft in 1711 de levendige discussie die toen woedde over de locatie van het kanaal: de Lek, de Vliet, de Gouwe, de Hollandse IJssel, de Linge en de Roovaart bij Steenbergen worden als mogelijke locatie geopperd. Isaak Tirion publiceerde in 1750 een kaart van de Romeinse geografie van Nederland waar hij de Vliet en Schie laat samenvallen met het kanaal van Corbulo.
In de geschiedkundige atlas van uitgeverij Brinkman (ca. 1890) is het kanaal van Corbulo afwezig. Een rechte verbinding tussen Rijn en Maas via Voorburg is te vinden in historische atlassen van Hettema (1927), Westermann (1972) en Vermaseren (1977).
Bloemers (1978) toonde in detailkaarten de verbinding Voorburg-Gantelkreek, en die vinden we ook terug in de kaartjes die bij de tentoonstelling "De Romeinen in Zuid-Holland" werden gepubliceerd. In de wetenschappelijke Limes Atlas (2005) wordt het kanaal van Corbulo echter nog steeds gelijkgesteld aan het Rijn-Schiekanaal, wat overgenomen werd in de Bosatlas van de geschiedeniscanon (2008). In de Bosatlas van de geschiedenis van Nederland uit 2011 is de loop van het kanaal weergegeven volgens de laatste archeologische inzichten.

### Kennis begin 21e eeuw

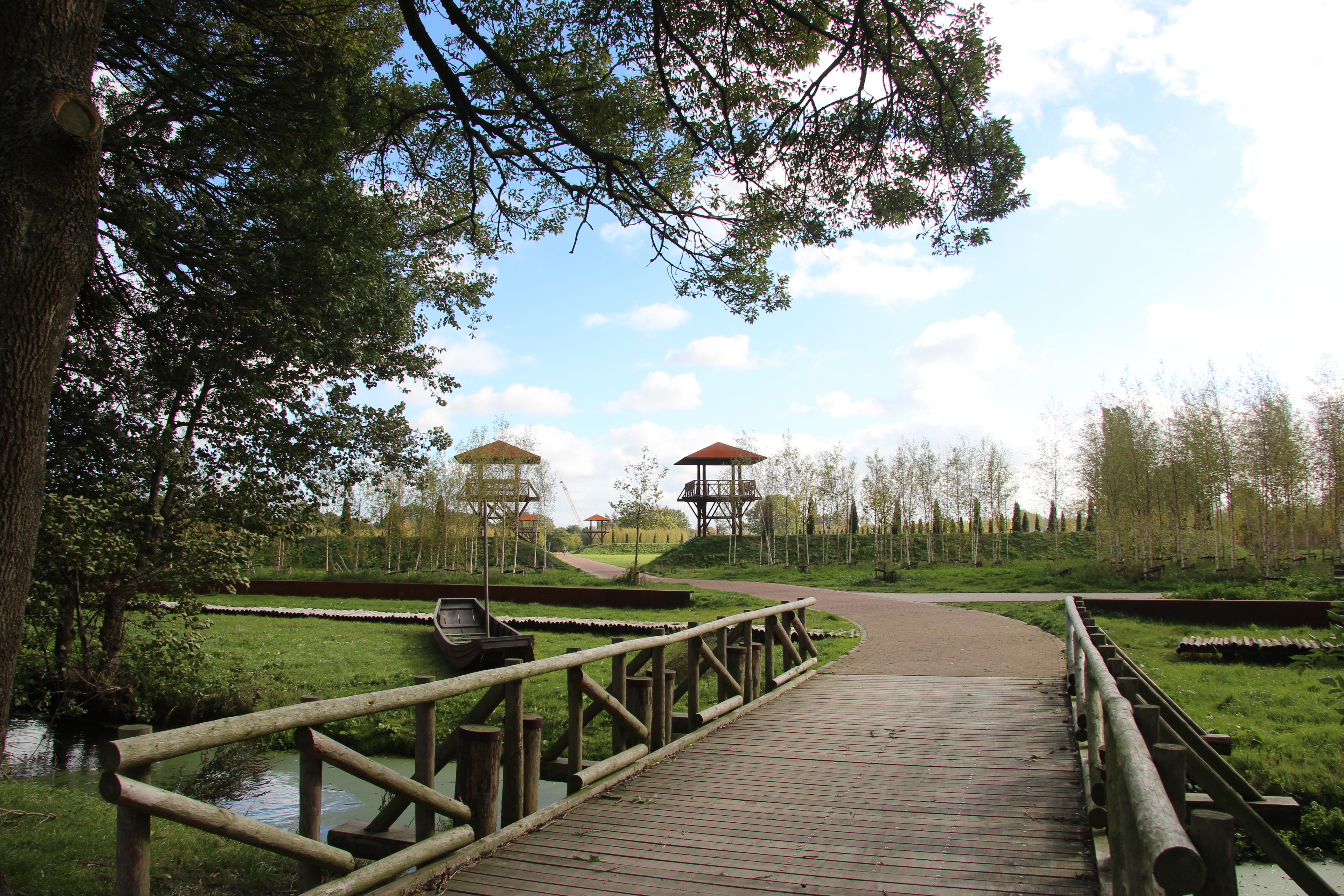
Reconstructie van de kanaalkade en een platbodem voor de noordwestelijke poort in Matilo (Leiden)

De moderne opvatting, gestoeld op op wetenschappelijke wijze verzamelde aanwijzingen, gaat ervan uit dat het kanaal gelegen was in een smalle strook land tussen de zandgronden van de oude duinen aan de westkant, en de veengebieden ten oosten van het kanaal. Begonnen bij de Rijn aan de noordwestkant van Matilo wordt het kanaal teruggevonden bij de insteekhaven van het Rijn-Schiekanaal in Roomburg en in de Starrenburgerpolder in Voorschoten. Dan is de loop onduidelijk tot Rietvink en Damplein in Leidschendam. De "Nieuwe Geologische Kaart" uit 2007 toont vervolgens een kronkelend verloop van kreken aan de oostkant van het Rijn-Schiekanaal met een grote boog naar buitenplaats Leeuwenbergh. Bij Forum Hadriani (Voorburg) valt de Corbulogracht samen met de huidige Vliet. Er werd hier een Romeinse insteekhaven aangetroffen. In Rijswijk volgde het kanaal de Winston Churchilllaan. Dan wordt het verloop weer onzeker: volgens Hans Koot, archeoloog van Rijswijk, volgt het kanaal vanaf het Bogaardplein de oude Gantelkreek. Ab Waasdorp, archeoloog van Den Haag, is van mening dat het tracé parallel loopt aan de Romeinse weg: Oosteinde via de Heulweg in Wateringen naar de Middelbroekweg in Naaldwijk. Zeker vanaf de 2e eeuw (oudste mijlpalen) is het laatste, korte tracé naar Naaldwijk het meest waarschijnlijk, omdat de Gantelkreek toen al volledig verland was. Bij de Naaldwijkse haakwal boog het kanaal af en liep hoogstwaarschijnlijk via het Vlietje, van de Vlietpolder naar de Lee waar het uitmondde in de Maas.

## Archeologisch onderzoek

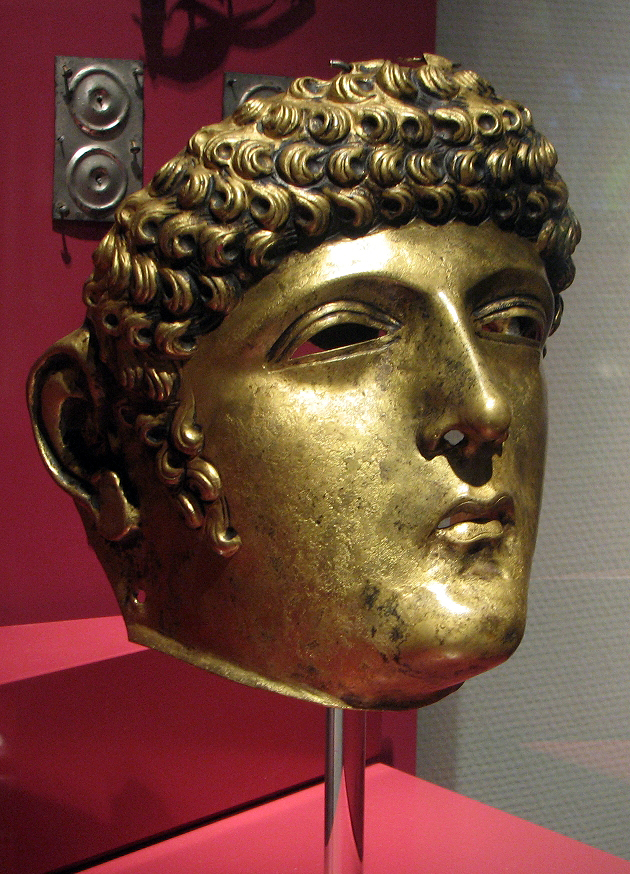
Ruitermasker gevonden in het Kanaal van Corbulo in Matilo, 1996

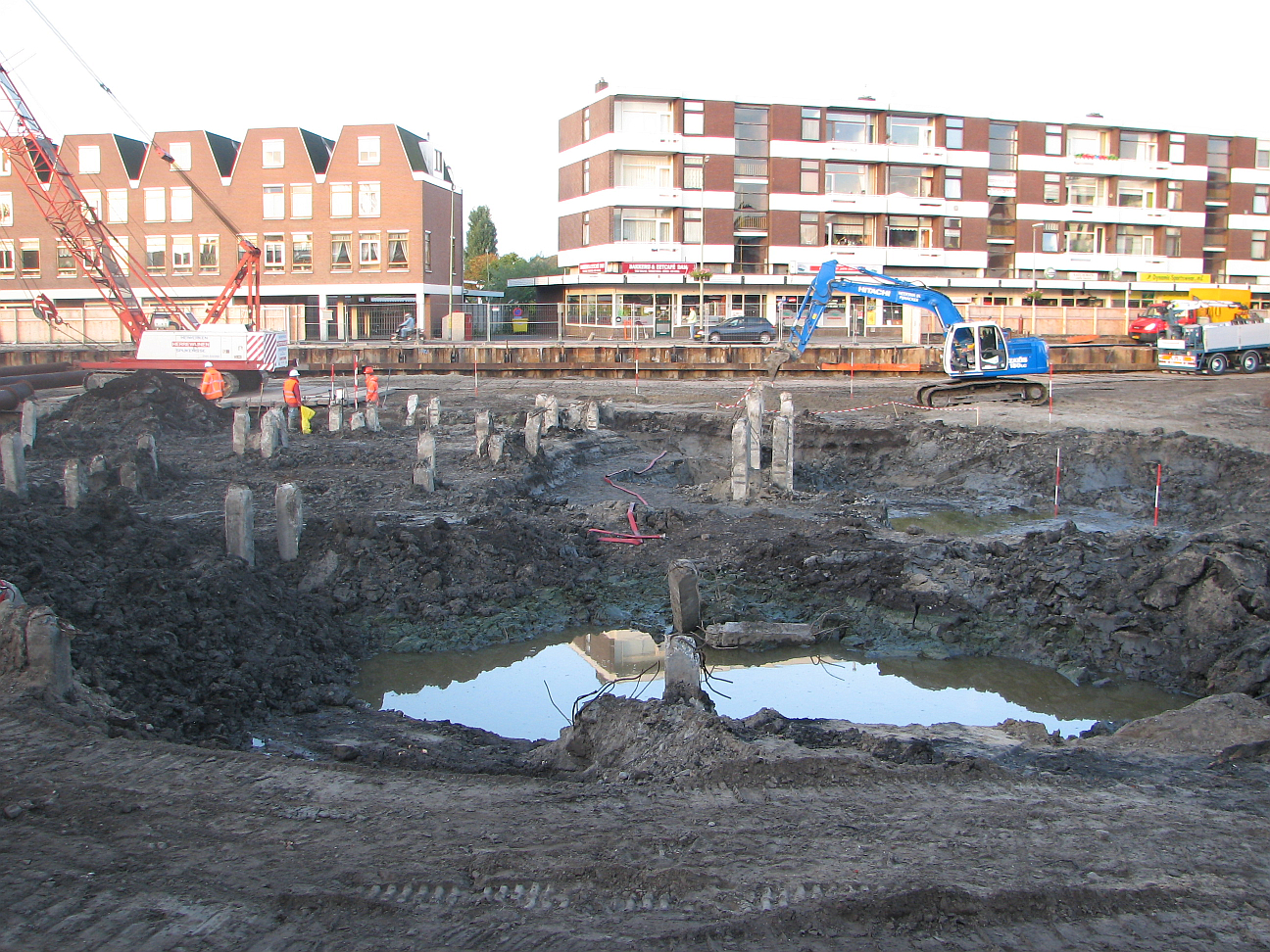
Bouwput Damplein Leidschendam, september 2009

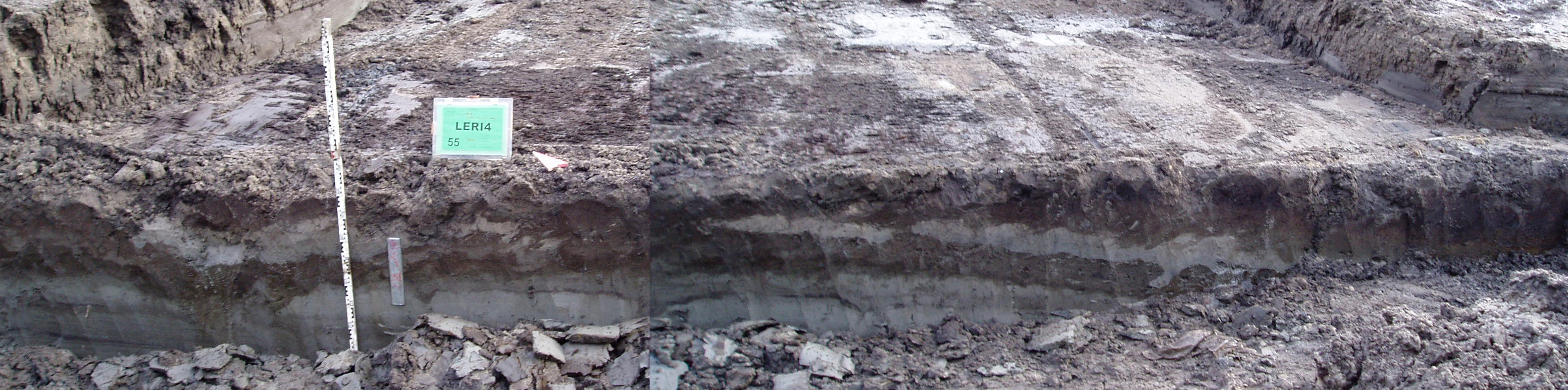
Aanwijzingen voor een jaagpad naast het kanaal van Corbulo, Leidschendam-Voorburg, oktober 2006

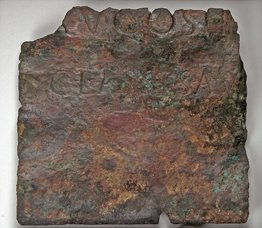
Fragment van een bronzen plaat van de Romeinse Rijnvloot Classis Germanica gevonden in Naaldwijk II, 2004

### Leiden
Al in 1912 werd bij de aanleg van een insteekhaven in het Rijn-Schiekanaal bij Leiden een verteerd Romeins schip gevonden, de archeoloog Holwerda was er te laat bij om het te beschrijven: er rest slechts aardewerk uit de lading. In 1960 is tijdens aanleg van de Rivierenwijk in Leiden door Bogaers de beschoeiing van de noordkant van het kanaal gevonden. Grondboringen wezen toen uit dat het scheepswrak van 1912 midden in de kanaalbedding had gelegen. Een stukje verderop werd in 1996 tijdens een uitgebreide opgraving in de omgeving van het Romeins castellum Matilo in de Leidse wijk Roomburg de zuidelijke beschoeiing van het kanaal blootgelegd, ook werd in de kanaalbedding een ruitermasker gevonden. Sinds 2011 is de beschoeiing gereconstrueerd zichtbaar in het Archeologisch Park Matilo.

### Voorschoten
Bij onderhoud door het Hoogheemraadschap Rijnland werden in 2015 in de Starrenburgerpolder sporen van het kanaal gevonden. Archeologen ontdekten palen op regelmatige afstand, vermoedelijk te dateren op omstreeks 50 n.Chr.

### Leidschendam
Opgravingen vonden plaats in 1989–1992, in 2004, 2006, 2009, 2017 en 2021 bij Leidschendam. Uit dendrochronologisch onderzoek is vastgesteld dat het ging om een kanaal met een beschoeiing die rond 50 n.Chr. was geplaatst. Het kanaal was twaalf tot veertien meter breed en ca. twee meter diep en er zijn sporen aangetroffen van een jaagpad langs het kanaal. Ook zijn er aanwijzingen dat, voor de aanleg van het in 50 na Chr. gedateerde kanaal, al eerder een kanaal was gegraven. Daarnaast zijn in Leidschendam sporen gevonden die worden geïnterpreteerd als een overtoom. In de wijk de Rietvink in Leidschendam is een reconstructie van het kanaal gemaakt, compleet met houten brug naar Romeins voorbeeld. Op 17 september 2009 werd in de bouwput van het Damplein in Leidschendam het tracé van het kanaal blootgelegd. Door archeologisch adviesbureau RAAP werd in 2017 een proefsleuvenonderzoek uitgevoerd tussen de Veurseweg en de Vliet. In juni 2021 werd opnieuw een stuk van het kanaal aangetoond op een bouwplaats op de hoek van de Oude Trambaan en de Rijnlandstraat. De beschoeiing van noord- en zuidoever werd aangetroffen.

### Voorburg
Tussen 1908 en 1915 verrichtte Jan Hendrik Holwerda archeologisch onderzoek. Hij interpreteerde sleuven als havens, en meende een "Romeins militair vlootstation" te hebben gevonden, ook omdat er veel dakpannen met het zegel van de Classis Germanica werden gevonden. In 1970 concludeerde de archeoloog Jules Bogaers dat het geen militaire nederzetting was geweest maar een municipium.
In 2008 is in Forum Hadriani een insteekhaven ontdekt. In die haven werd een tufstenen pilaar gevonden, die mogelijk een onbewerkte mijlpaal kon zijn, echter voordat archeologen de vondst hadden kunnen bestuderen, was deze al door een overijverige aannemer afgevoerd als bouwpuin.

### Rijswijk
In Rijswijk is in 2005 op de plek van de tweede mijlpaal een kanaal van minimaal vijf meter breed en een meter diep aangetroffen en een weg van zes meter breed, de weg liep hier aan de noordzijde van het kanaal. In 2013 werd een booronderzoek uitgevoerd. Tussen de Huis te Landelaan en de Burgemeester Elsenlaan liep het vermoedelijke Kanaal van Corbulo aan de westkant van en evenwijdig aan de Sir Winston Churchilllaan.

### Den Haag
Bij de vondst van de Mijlpalen van het Wateringse Veld in Den Haag in 1997 werd ook een deel van de Romeinse weg blootgelegd die op een oeverwal van de Gantel was gelegen. Aan de zuidzijde van deze Romeinse weg werd de rand van een kanaal aangetroffen, maar de breedte ervan kon vanwege bestaande bebouwing niet worden bepaald.

### Naaldwijk
In 1490 werd door de monniken van de Abdij van Sion uit Rijswijk een mijlpaal van een weg uit de Romeinse tijd gevonden, maar de monniken waren niet geïnteresseerd in verder archeologisch onderzoek en verkochten de mijlpaal.
Sinds 1838 staat de "Mijlpaal van Monster" in het Rijksmuseum van Oudheden in Leiden tentoongesteld.
In 1933 werd aan de Hoogwerf in Naaldwijk een bronzen hand gevonden, op basis waarvan door Holwerda in 1936 archeologisch onderzoek werd gedaan nabij de vindplaats. Bronzen handen werden ook gevonden in Forum Hadriani in 1771 en in Matilo in 2000.
In 1977 bij de bouw van het sportfondsenbad werden ten oosten van de vindplaats aan de Hoogwerf meerdere sporen uit de Romeinse tijd aangetroffen, in 2003 werd in verband met de bouwplannen voor een scholengemeenschap ten westen van de Hoogwerf-vindplaats een inventariserend veldonderzoek uitgevoerd, resulterend in de vondst in 2004 van delen van een bronzen plaat, vermoedelijk een fragment van een sokkel van een standbeeld van keizer Claudius. In de Romeinse tijd liep de Helinium, de toenmalige Maas langs Naaldwijk. In verband met vondsten van bouwmateriaal met stempels van de Classis Germanica en de tekst CLASSISAV(GVSTA) op de bronzen plaat van 2004 wordt vermoed dat de Romeinse Rijnvloot aan deze kant van het kanaal een vlootbasis had.

Een precieze plek is nog niet gevonden.

## Werelderfgoed
De Nederlandse en Duitse regering hebben de Neder-Germaanse limes in 2011 voorgedragen voor de kandidatenlijst voor het werelderfgoed als uitbreiding op de delen in Duitsland en Engeland. Op 9 januari 2021 is het nominatiedossier aan de UNESCO aangeboden, met daarin de in Nederland 19 meest complete en best bewaarde vindplaatsen uit de Romeinse tijd, waaronder delen van het kanaal van Corbulo. 
Op 4 juni is een positief advies uitgebracht door ICOMOS.
Op 27 juli 2021 zijn tijdens de vergadering van het Werelderfgoedcomité van de UNESCO in het Chinese Fuzhou de onderdelen uit het nominatiedossier de status van Werelderfgoed toegekend.
Het belang van het kanaal wordt als volgt omschreven:
Door de mens gemaakte kanalen zijn uiterst zeldzaam in de geschiedenis van het Romeinse rijk, en dit (het Kanaal van Corbulo) is niet alleen een van de weinige overgebleven exemplaren, maar ook een zeer goed bewaard gebleven exemplaar. Het is een uitstekende demonstratie van de genomen moeite door de Romeinse militaire ingenieurs om het rivierlandschap aan te passen aan de strategische doeleinden van het leger. De uitstekende staat van bewaring van de rijen houten palen langs het kanaal laten een zeer nauwkeurige datering van zijn bouw.
Voor het kanaal van Corbulo zijn de kernen van het kanaal met de bufferzones (4 is het volgnummer uit het nominatiedossier):
- 4a Vlietwijk, Voorschoten. Het meest noordelijk deel van het kanaal, waarschijnlijk ingegraven in een bestaande geul
- 4b Starrenburg, Voorschoten. 4b tot en met 4d samenstellende delen door het veen gegraven.
- 4c Knippolder, Voorschoten.
- 4d Vlietvoorde, Leidschendam.
- 4e Rozenrust, Leidschendam. Bevat sporen van een tweede, mogelijk natuurlijke kreek naast het kanaal.
- 4f Romeinse pad, Leidschendam. De loop van het kanaal in de richting van de Maas volgend blijkt dat niet ver buiten het samenstellende deel van het kanaal dit afboog naar het westen en een kustbarrière overstak die ook op andere punten in de delta zijn bevestigd. Dit weggedeelte vertegenwoordigt dus drie grootschalige militaire bouwcampagnes.

Op 13 oktober 2018 is ter promotie van de nominatie op het stationsplein in Voorburg het Corbulofestival gehouden.

## Zie ook

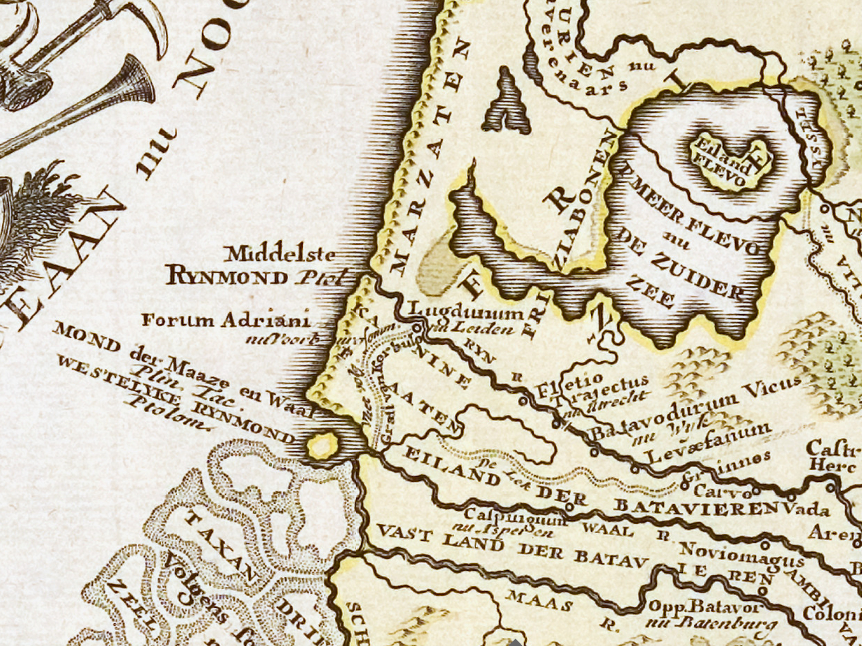
Tirion, 1750
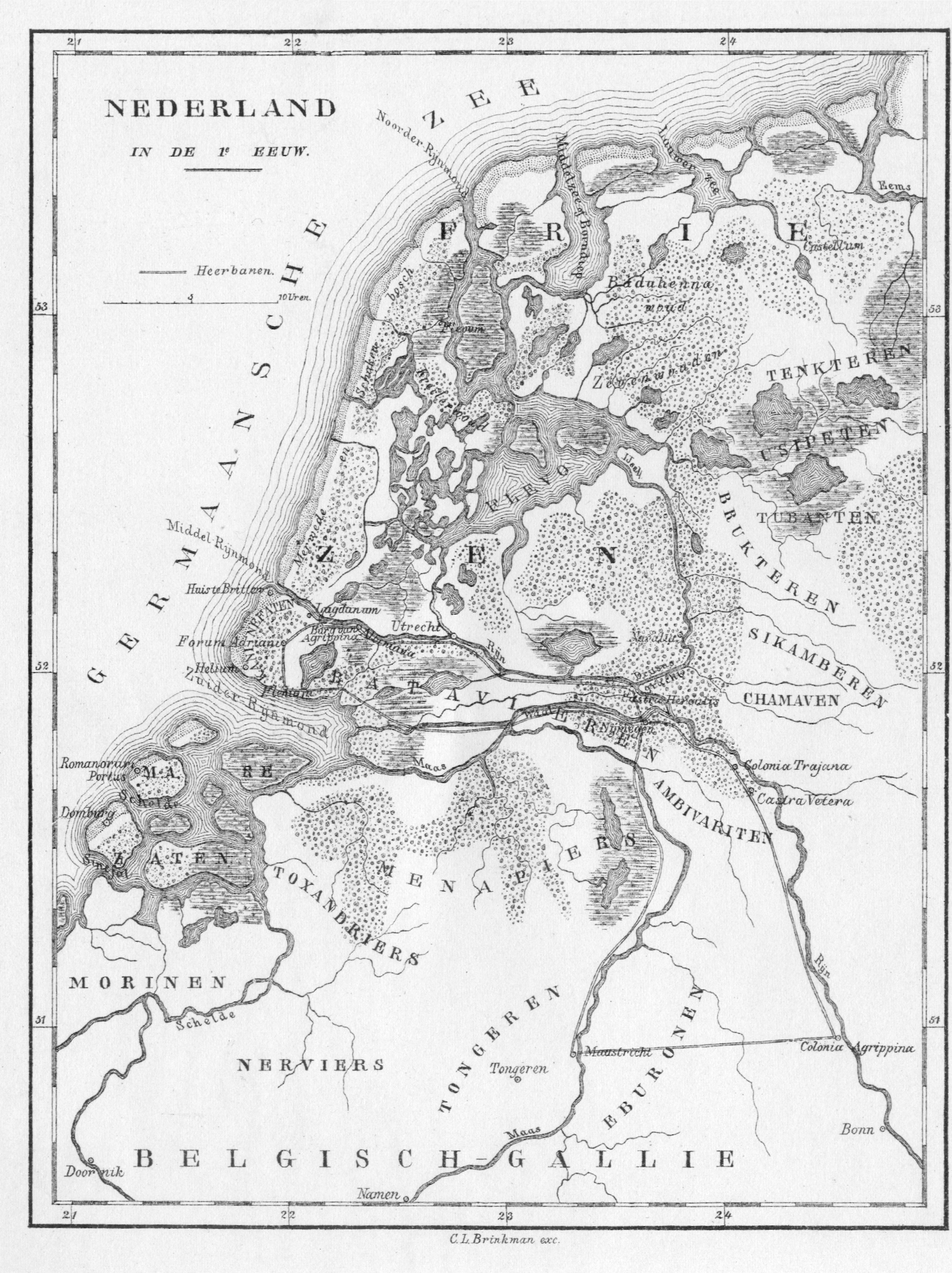
Brinkman, 1890
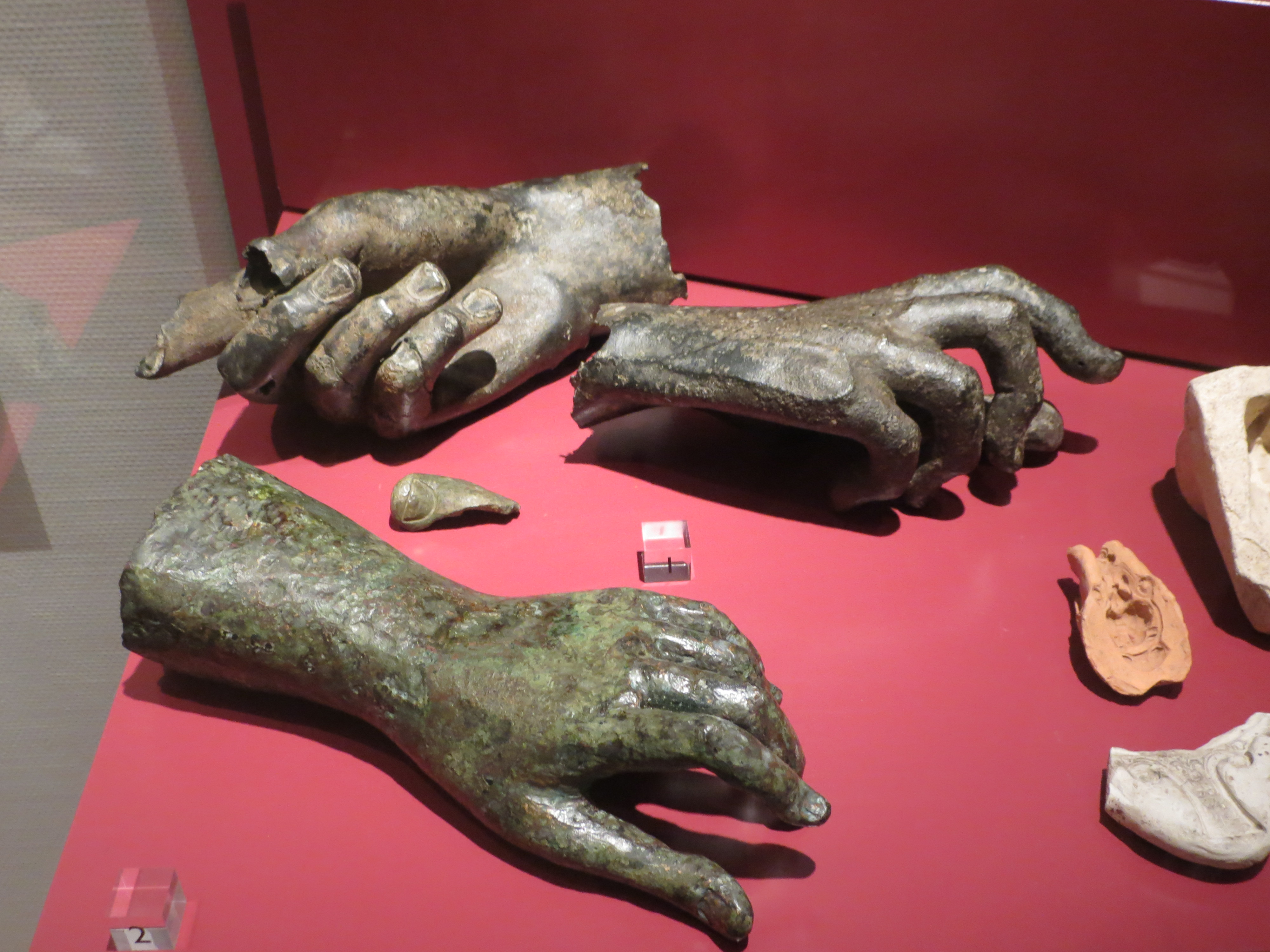
Drie bronzen handen